# Streifen-Langnasenbeutler

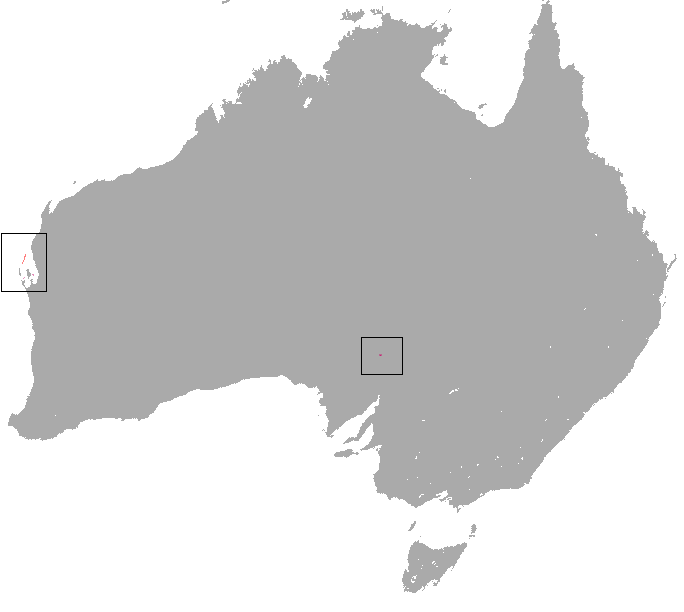
Innerhalb der Quadrate liegen die zwei Schutzgebiete, die die letzten Refugien des Streifen-Langnasenbeutlers sind.

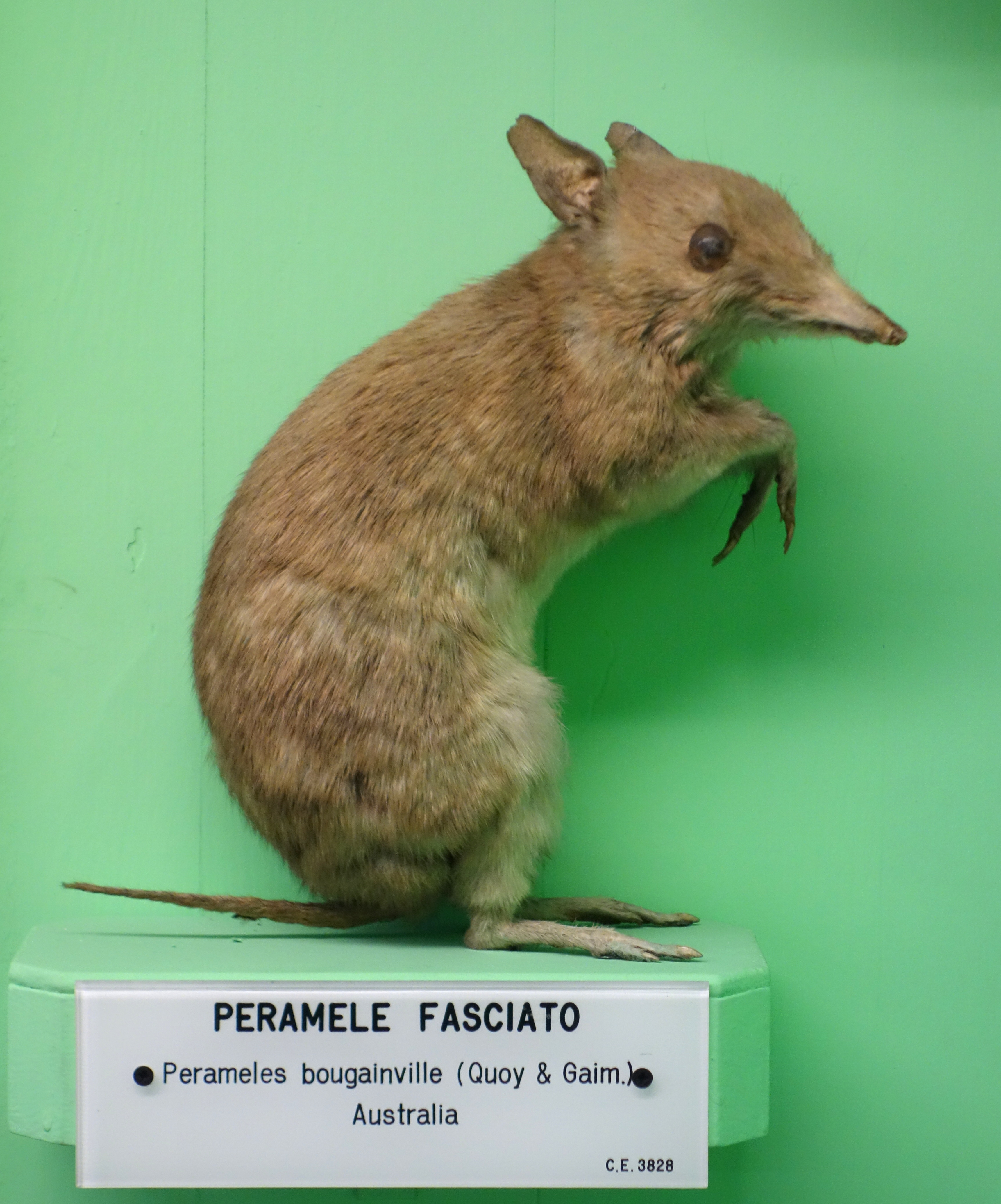
Präparat der Art im Naturkundemuseum von Genua

Der Streifen-Langnasenbeutler (Perameles bougainville) ist ein Beuteltier aus der Gattung der Langnasenbeutler, das heute nur noch in zwei Schutzgebieten vorkommt, im Bernier and Dorre Island Nature Reserve in der Shark Bay vor der Westküste von Australien und seit dem Jahr 2000 auch in der 60 km² großen Arid Recovery Project Area in der Nähe von Roxby Downs in South Australia.
Der Artzusatz im wissenschaftlichen Namen ehrt den französischen Marineoffizier und Forscher Hyacinthe de Bougainville.

## Merkmale
Der Streifen-Langnasenbeutler erreicht eine Kopfrumpflänge von 17,3 bis 22,6 cm, hat einen 8,1 bis 10,6 cm langen Schwanz und ein Gewicht von 165 bis 300 g. Ausgewachsene Weibchen sind im Schnitt 9,3 % schwerer und größer als die Männchen, was eine Ausnahme bei den Nasenbeutlern ist. Die Angaben gelten für die Nominatform, die auf den Inseln Bernier und Dorre lebt. Die ausgestorbene, früher auf dem australischen Festland vorkommende Unterart Perameles bougainville fasciata war größer. Das Fell ist auf dem Kopf, auf dem Rücken und an den Körperseiten graubraun. Das Bauchfell und die Vorder- und Hinterpfoten sind weißlich oder cremefarben. An den hinteren Flanken zeigen die Tiere ein Muster von alternierenden hellen und dunklen Streifen. Die Schnauze ist lang und spitz und die Ohren sind spitz und werden meist aufrecht gehalten. Die Schwanzbasis, in der die Tiere Fettreserven speichern können, ist manchmal verdickt. Verglichen mit dem ausgestorbenen Wüsten-Langnasenbeutler (Perameles eremiana) ist das Fell des Streifen-Langnasenbeutlers grauer, der Schwanz ist kürzer und die Füße sind weniger behaart.

## Vorkommen und Lebensweise
Der Streifen-Langnasenbeutler kommt auf den Inseln Bernier und Dorre in küstennahen Buschland, an den Stränden und im Inselinnern vor, wobei das Inselinnere mit in großen Büscheln wachsenden Gräsern bestanden ist. Auf dem australischen Festland war die Art einst weit verbreitet und kam in Gegenden mit sandigem oder steinigen Untergrund, in offenem Buschland und offenen Waldgebieten, in Dickichten von Allocasuarina und in Galeriewäldern vor. Das Verbreitungsgebiet reichte von Onslow in Western Australia über die Nullarbor-Ebene und das südliche South Australia bis in den Westen von New South Wales und den Nordwesten von Victoria. Die Tiere sind nachtaktiv und verbringen den Tag in Nestern, die aus trockenen Gräsern und Blättern bestehen. Im Winter sind die Tiere bis zur Morgendämmerung aktiv, im Sommer suchen sie die Nester einige Stunden vor Sonnenaufgang auf. Wie die anderen Nasenbeutler ernährt sich der Große Langnasenbeutler vor allem von Insekten und anderen Wirbellosen, Früchte und Samen. Außerdem werden kleine Wirbeltiere gefressen. Im Erdboden lebende Beute wird erschnüffelt und mit den kräftigen Vorderpfoten ausgegraben. Dabei hinterlässt der Streifen-Langnasenbeutler charakteristische, konisch geformte Erdlöcher, die 20 bis 25 cm tief sein können.

## Fortpflanzung
Auf den Inseln bringt das Weibchen pro Wurf ein bis drei Junge zur Welt, die meist in den Wintermonaten zwischen März und Oktober geboren werden. Auf dem Festland können es auch vier Jungtiere sein, die zwischen Mai und August geboren werden. Größere Weibchen bekommen mehr Jungtiere. Im Beutel befinden sich acht, kreisförmig angeordnete Zitzen. Ein Weibchen kann zweimal im Jahr gebären. Die Sterblichkeit unter den Jungtieren ist hoch. Weibchen werden mit drei bis fünf Monaten geschlechtsreif, bei den Männchen dauert das Erreichen der Geschlechtsreife einen Monat länger. Auf den Inseln können die Tiere mehr als vier Jahre alt werden.

## Gefährdung
Laut IUCN ist die Art gefährdet (Vulnerable). Sie kommt nur noch in zwei Schutzgebieten vor, wo die Populationen zwar selbsterhaltend sind, aber auf Grund des trockenen Klimas starken Schwankungen unterworfen sind. Hauptgrund für das Aussterben auf dem Festland war wahrscheinlich die Jagd durch eingeführte Rotfüchse, Haushunde und Hauskatzen.